# Vibekevang
Vibekevang är ett bostadsområde i stadsdelen Nørrebro i Köpenhamn i Danmark. Det byggdes år 1925 efter ritningar av arkitekt
Henning Hansen.